# WASP-42
WASP-42とは、K型主系列星で、表面温度は 5315±79 K である。WASP-42の重元素の割合は太陽と類似しており、金属量（[Fe/H]）は 0.05±0.13 である。太陽と比較するとかなり年齢が高く、WASP-42の年齢は 113+15
−48 億年 である。この恒星は、該当するスペクトル分類に典型的な黒点活動の存在が示されている。
2017年の観測では、WASP-42の伴星は検出されなかった。
| 太陽 | WASP-42   |
| ---- | --------- |
| 太陽 | Exoplanet |

## 惑星系
2012年、WASP-42bと命名された1つの惑星が主星に近い軌道上で発見された。WASP-42bの平衡温度は 1021±19 K である。
| 名称 （恒星に近い順） | 質量           | 軌道長半径 （天文単位） | 公転周期 (日)       | 軌道離心率         | 軌道傾斜角        | 半径           |
| --------------------- | -------------- | ----------------------- | ------------------- | ------------------ | ----------------- | -------------- |
| b                     | 0.501±0.034 MJ | 0.0548+0.0017 −0.0018   | 4.9816872±0.0000073 | 0.062+0.013 −0.011 | 88.30+0.26 −0.23° | 1.063±0.051 RJ |